# Кральо Марков
Кральо Хаджимарков (Марков) е български общественик от Македония.

## Биография
Кральо Марков е роден в 1839 година в град Скопие, тогава в Османската империя. В периода 1848 - 1850 година учи в българското училище в родния си град при учителите Игнатий от Велес и Стефан Шошолчев от Скопие. Марков дълги години е член на Българската черковна община в родния си град и на училищното настоятелство. Участва дейно в борбата за самостоятелна българска църква.
В 1917 година подписва Мемоара на българи от Македония от 27 декември 1917 година.
За укрепване на националния дух в Македония през Първата световна война в 1918 година, Кральо Хаджимарков е награден с орден „Свети Александър“.